# Angganitha
Angganitha, voluit Angganitha Menufandu (? - augustus 1942) was een vrouw van het eiland Insumbabi bij Supiori in de Indonesische provincie Papoea, die in de periode rond de Tweede Wereldoorlog aan de wieg stond van de koreri-beweging op de eilanden van de Geelvinkbaai, met name op Biak.
Angganitha was christelijk opgevoed, maar zag zichzelf als een nazaat van de mythische held van Biak, Manarmakeri. Manarmakeri had ooit het geheim van Koreri, eeuwig leven in een paradijselijke staat, meegenomen naar het westen. Verwacht wordt dat hij ooit terug zal keren. De mythische leer van Manarmakeri vertoont enige overeenkomsten met het christendom, en op Biak ontstond de opvatting dat Manarmakeri en Jezus dezelfde zouden zijn. Angganitha werd als gevolg van een ziekte verbannen naar een eilandje, maar keerde na korte tijd genezen weer terug. Dit werd als een wonder gezien. De vrouw beweerde door Manarmakeri te zijn genezen en de mythische held had haar een visioen gegeven over zijn terugkeer.
Haar woonplaats op Insumbabi werd een centrum voor koreri-aanhangers, en Angganitha werd beschouwd als genezeres. Ze kreeg de bijnamen Nona Mas ro Judea (Gouden Maagd van Judea) en Bina Damai (Vrouw des Vredes). De beweging groeide, maar de Nederlandse bestuurders kregen argwaan, en arresteerden Angganitha in 1941. Ze werd opgesloten in een gevangenis op het eiland Japen, maar keerde eind 1941 terug. Angganitha keerde zich echter steeds meer tegen de zending en het Nederlandse bestuur. Ze beweerde dat de zendelingen de mensen bedrogen, doordat ze een pagina uit de Bijbel hadden gescheurd waarop stond dat Jezus en Manarmakeri dezelfde persoon waren. Op 8 mei 1942 werd Angganitha opnieuw gearresteerd en gevangengezet in Bosnik op Biak. Op 11 mei vielen de Japanners het eiland binnen.
De wegens moord veroordeelde Stefanus Simopjaref werd door de Japanners vrij gelaten, en sloot zich aan bij de koreri-beweging. Hij begon de beweging om te vormen tot een legertje, het AB-leger. Angganitha werd door hem uitgeroepen tot koningin van Nieuw-Guinea en hij benoemde zichzelf tot generaal. Angganitha moest uit gevangenschap worden bevrijd. Het legertje begon een voorzichtige strijd met de Japanners. Tijdens onderhandelingen met de Japanners werd Stefanus gevangengenomen, en samen met Angganitha afgevoerd naar de havenstad Manokwari. Daar zijn beide in augustus 1942 door de Japanners onthoofd. De koreri-beweging heeft nadien nog tot in 1943 voortbestaan.